# 1493 Sigrid
1493 Sigrid је астероид главног астероидног појаса. Приближан пречник астероида је 24,03 ,
а средња удаљеност астероида од Сунца износи 2,428 астрономских јединица (АЈ).
Инклинација (нагиб) орбите у односу на раван еклиптике је 2,585 степени, а орбитални период износи 1382,353 дана (3,784 године). Ексцентрицитет орбите астероида износи 0,202.
Апсолутна магнитуда астероида износи 11,99 а геометријски албедо 0,048.
Астероид је откривен 26. августа 1938. године.